# 카르타고 대학교
카르타고 대학교(University of 7 November at  Carthage)는 튀니지 튀니스에 위치한 대학교로, 1988년 설립되었다.

## 같이 보기
- 튀니스
- 카르타고